# Energía cinética

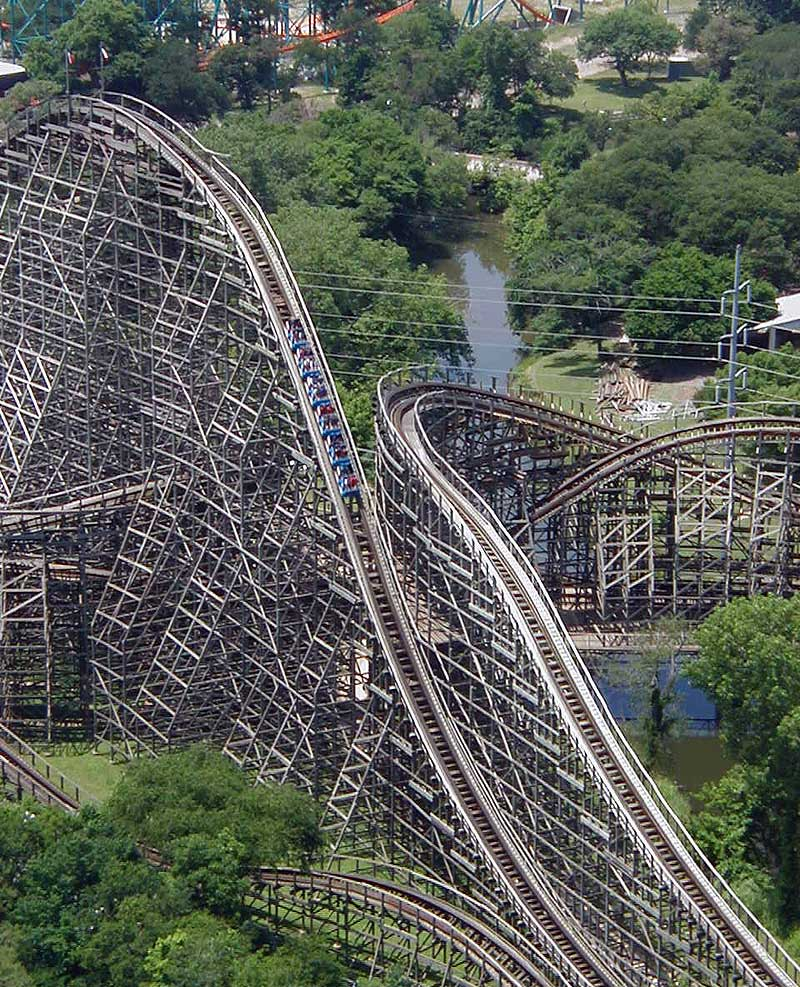
Los carros de una montaña rusa alcanzan su máxima energía cinética cuando están en el fondo de su trayectoria. Cuando comienzan a elevarse, la energía cinética comienza a ser convertida a energía potencial gravitacional, pero, si se asume una fricción insignificante y otros factores de retardo, la cantidad total de energía en el sistema sigue siendo constante.

En física, la energía cinética es  aquella que un cuerpo posee debido a su movimiento relativo. Se define como el trabajo necesario para acelerar un cuerpo de una masa determinada (cualquier objeto) desde el reposo hasta la velocidad indicada. Una vez conseguida esta energía, durante la aceleración, el cuerpo mantiene su energía cinética salvo que cambie su velocidad. Para que el cuerpo regrese a su estado de reposo se requiere un trabajo negativo de la misma magnitud que su energía física.

## Introducción
El adjetivo «cinético» en el nombre energía viene de la antigua palabra griega κίνησις kinēsis, que significa «movimiento». Los términos energía cinética y trabajo y su significado científico provienen del siglo XIX.
El principio de la mecánica clásica que {\displaystyle E\propto mv^{2}} fue desarrollado por primera vez por Gottfried Leibniz y Daniel Bernoulli , que describe la energía cinética como la fuerza viva o  vis viva. Willem 's Gravesande de los Países Bajos proporcionó evidencia experimental de esta relación. Al caer los pesos de diferentes alturas en un bloque de arcilla, Gravesande determinó que la profundidad de penetración es proporcional al cuadrado de la velocidad de impacto. Émilie du Châtelet reconoció las implicaciones del experimento y publicó una explicación.
Los primeros conocimientos de esas ideas pueden ser atribuidos a Gaspard Coriolis quien en 1829 publicó un artículo titulado Du Calcul de l'Effet des Machines esbozando las matemáticas de la energía cinética. El término energía cinética se debe a William Thomson más conocido como Lord Kelvin en 1849.
Existen varias formas de energía como la energía química, el calor, la radiación electromagnética, la energía nuclear, las energías gravitacional, eléctrica, elástica, etc, todas ellas pueden ser agrupadas en dos tipos: la energía potencial y la energía cinética.
La energía cinética puede ser entendida mejor con ejemplos que demuestren cómo esta se transforma de otros tipos de energía y a otros tipos de energía. Por ejemplo un ciclista quiere usar la energía química para tomar que le proporcionó su comida para acelerar su bicicleta a una velocidad elegida. Su velocidad puede mantenerse sin mucho trabajo, excepto por la resistencia aerodinámica y la fricción mecánica. La energía química es convertida en una energía de movimiento, conocida como energía cinética, pero el proceso no es completamente eficiente ya que el ciclista también produce calor.
La energía cinética en movimiento de la bicicleta y el ciclista pueden convertirse en otras formas. Por ejemplo, el ciclista puede encontrar una cuesta lo suficientemente alta para subir, así que debe cargar la bicicleta hasta la cima. La energía cinética hasta ahora usada se habrá convertido en energía potencial gravitatoria que puede liberarse lanzándose cuesta abajo por el otro lado de la colina.  Alternativamente el ciclista puede conectar una dínamo a una de sus ruedas y así generar energía eléctrica en el descenso. La bicicleta podría estar viajando más despacio en el final de la colina porque mucha de esa energía ha sido desviada en hacer energía eléctrica. Otra posibilidad podría ser que el ciclista aplique sus frenos y en ese caso la energía cinética se estaría disipando a través de la fricción en energía calórica.
Como cualquier magnitud física que sea función de la velocidad, la energía cinética de un objeto no solo depende de la naturaleza interna de ese objeto, también depende de la relación entre el objeto y el observador (en física un observador es formalmente definido por una clase particular de sistema de coordenadas llamado sistema inercial de referencia). Magnitudes físicas como esta son llamadas invariantes. La energía cinética esta co-localizada con el objeto y atribuido a ese campo gravitacional.
El cálculo de la energía cinética se realiza de diferentes formas según se use la mecánica clásica, la mecánica relativista o la mecánica cuántica. El modo correcto de calcular la energía cinética de un sistema depende de su tamaño, y la velocidad de las partículas que lo forman. Así, si el objeto se mueve a una velocidad mucho más baja que la velocidad de la luz, la mecánica clásica de Newton será suficiente para los cálculos; pero si la velocidad es cercana a la velocidad de la luz, la teoría de la relatividad empieza a mostrar diferencias significativas en el resultado y debería ser usada. Si el tamaño del objeto es más pequeño, es decir, de nivel subatómico, la mecánica cuántica es más apropiada.

## Energía cinética en mecánica clásica

### Energía cinética en diferentes sistemas de referencia
Como hemos dicho, en la mecánica clásica, la energía cinética de una masa puntual depende de su masa {\displaystyle m} y sus componentes del movimiento. Se expresa en julios o joules (J). 1 J = 1 kg·m²/s2. Estos son descritos por la velocidad {\displaystyle v} de la masa puntual, así: {\displaystyle E_{\mathrm {c} }={\frac {mv^{2}}{2}}}
En un sistema de coordenadas especial, esta expresión tiene las siguientes formas:
- Coordenadas cartesianas (x, y, z):

{\displaystyle E_{\mathrm {c} }={1 \over 2}m({\dot {x}}^{2}+{\dot {y}}^{2}+{\dot {z}}^{2})}
- Coordenadas polares ({\displaystyle r,\varphi }):

{\displaystyle E_{\mathrm {c} }={\frac {1}{2}}m\left({\dot {r}}^{2}+r^{2}{\dot {\varphi }}^{2}\right)}
- Coordenadas cilíndricas ({\displaystyle r,\varphi ,z}):

{\displaystyle E_{\mathrm {c} }={\frac {1}{2}}m\left({\dot {r}}^{2}+r^{2}{\dot {\varphi }}^{2}+{\dot {z}}^{2}\right)}
- Coordenadas esféricas ({\displaystyle r,\varphi ,\theta }):

{\displaystyle E_{\mathrm {c} }={\frac {1}{2}}m\left(r^{2}\left[{\dot {\theta }}^{2}+{\dot {\varphi }}^{2}\sin ^{2}\theta \right]+{\dot {r}}^{2}\right)}
Con eso el significado de un punto en una coordenada y su cambio temporal se describe como la derivada temporal de su desplazamiento:
{\displaystyle {\dot {x}}={\frac {\mathrm {d} x}{\mathrm {d} t}}={\frac {\mathrm {d} }{\mathrm {d} t}}x(t)}
En un formalismo hamiltoniano no se trabaja con esas componentes del movimiento, o sea con su velocidad, sino con su impulso {\displaystyle p} (cambio en la cantidad de movimiento). En caso de usar componentes cartesianas obtenemos:
{\displaystyle E_{\mathrm {c} }={\frac {p_{x}^{2}+p_{y}^{2}+p_{z}^{2}}{2m}}}

### Energía cinética de sistemas de partículas
Para una partícula, o para un sólido rígido que no esté rotando, la energía cinética cae a cero cuando el cuerpo para. Sin embargo, para sistemas que contienen muchos cuerpos con movimientos independientes, que ejercen fuerzas entre ellos y que pueden (o no) estar rotando, esto no es del todo cierto. Esta energía es llamada 'energía interna'. La energía cinética de un sistema en cualquier instante de tiempo es la suma simple de las energías cinéticas de las masas, incluyendo la energía cinética de la rotación.
Un ejemplo de esto puede ser el sistema solar. En el centro de masas del sistema solar, el Sol está (casi) estacionario, pero los planetas y planetoides están en movimiento sobre él. Así en un centro de masas estacionario, la energía cinética está aún presente. Sin embargo, recalcular la energía de diferentes marcos puede ser tedioso, pero hay un truco. La energía cinética de un sistema de diferentes marcos inerciales puede calcularse como la simple suma de la energía en un marco con centro de masas y añadir en la energía el total de las masas de los cuerpos que se mueven con velocidad relativa entre los dos marcos.
Esto se puede demostrar fácilmente: sea V la velocidad relativa en un sistema k de un centro de masas i:

{\displaystyle E_{\mathrm {c} }=\int {\frac {\mathbf {v} ^{2}}{2}}dm=\int {\frac {({\bar {\mathbf {v} }}+\mathbf {V} )^{2}}{2}}dm=\underbrace {\int {\frac {{\bar {\mathbf {v} }}^{2}}{2}}dm} _{E_{\mathrm {c} ,\mathrm {int} }}+\underbrace {\mathbf {V} \int {\bar {\mathbf {v} }}dm} _{\mathbf {V} \cdot \mathbf {P} =0}+\underbrace {{\frac {V^{2}}{2}}\int dm} _{E_{c,Cn}}}

Donde:
{\displaystyle E_{{\mathrm {c} },int}\,}, es la energía cinética interna respecto al centro de masas de ese sistema
{\displaystyle \mathbf {P} } es el momento respecto al centro de masas, que resulta ser cero por la definición de centro de masas.
{\displaystyle M\,}, es la masa total. de aspecto físico etc
Por lo que la expresión anterior puede escribirse simplemente como:

{\displaystyle E_{\mathrm {c} }=\overbrace {E_{\mathrm {c} ,\mathrm {int} }} ^{E_{\mathrm {rot} }}+M{\frac {V^{2}}{2}}=E_{\mathrm {rot} }+E_{\mathrm {tras} }}

Donde puede verse más claramente que energía cinética parcial de un sistema puede descomponerse en su energía cinética de traslación y la energía de rotación alrededor del centro de masas. La energía cinética de un sistema entonces depende del sistema de referencia inercial y es más bajo con respecto al centro de masas referencial, por ejemplo, en un sistema de referencia en que el centro de masas sea estacionario. En cualquier otro sistema de referencia hay una energía cinética adicional correspondiente a la masa total que se mueve a la velocidad del centro de masas.

### Energía cinética de un sólido rígido en rotación
Para un sólido rígido que está rotando puede descomponerse la energía cinética total como dos sumas: la energía cinética de traslación (que es la asociada al desplazamiento del centro de masa del cuerpo a través del espacio) y la energía cinética de rotación (que es la asociada al movimiento de rotación con cierta velocidad angular). La expresión matemática para la energía cinética es:

{\displaystyle E_{\mathrm {c} }=E_{\mathrm {tra} }+E_{\mathrm {rot} }={\frac {1}{2}}m\|\mathbf {v} \|^{2}+{\frac {1}{2}}{\boldsymbol {\omega }}^{t}\cdot (\mathbf {I} {\boldsymbol {\omega }})}

Donde:
{\displaystyle E_{\mathrm {tra} }\;} Energía de traslación.
{\displaystyle E_{\mathrm {rot} }\;} Energía de rotación.
{\displaystyle m\,} Masa del cuerpo.
{\displaystyle \mathbf {I} } tensor de (momentos de) inercia.
{\displaystyle {\boldsymbol {\omega }}=} velocidad angular del cuerpo.
{\displaystyle {\boldsymbol {\omega }}^{t}=} traspuesta del vector de la velocidad angular del cuerpo.
{\displaystyle \mathbf {v} =} velocidad lineal del cuerpo.
El valor de la energía cinética es positivo, y depende del sistema de referencia que se considere al determinar el valor (módulo) de la velocidad {\displaystyle \mathbf {v} } y {\displaystyle {\boldsymbol {\omega }}}. La expresión anterior puede deducirse de la expresión general:

{\displaystyle E_{\mathrm {c} }=\int _{M}{\frac {\|\mathbf {v} \|^{2}}{2}}dm}

## Energía cinética en mecánica relativista

### Energía cinética de una partícula
Si la velocidad de un cuerpo es una fracción significante de la velocidad de la luz, es necesario utilizar mecánica relativista para poder calcular la energía cinética. En relatividad especial, debemos cambiar la expresión para el momento lineal y de ella por interacción se puede deducir la expresión de la energía cinética:

{\displaystyle E_{\mathrm {c} }=m\gamma c^{2}-mc^{2}={\frac {mc^{2}}{\sqrt {1-v^{2}/c^{2}}}}-mc^{2}}

Tomando la expresión relativista anterior, desarrollándola en serie de Taylor y tomando únicamente el término {\displaystyle (1/2)m(v^{2}/c^{2})} se recupera la expresión de la energía cinética típica de la mecánica newtoniana:

{\displaystyle E_{\mathrm {c} }={\frac {mc^{2}}{\sqrt {1-{\frac {v^{2}}{c^{2}}}}}}-mc^{2}=mc^{2}\left[{\frac {1}{2}}\left({\frac {v^{2}}{c^{2}}}\right)+{\frac {3}{8}}\left({\frac {v^{2}}{c^{2}}}\right)^{2}+...\right]={\frac {1}{2}}mv^{2}}

Se toma únicamente el primer término de la serie de Taylor ya que, conforme la serie progresa, los términos se vuelven cada vez más y más pequeños y es posible despreciarlos.
La ecuación relativista muestra que la energía de un objeto se acerca al infinito cuando la velocidad v se acerca a la velocidad de la luz c, entonces es imposible acelerar un objeto a esas magnitudes. Este producto matemático es la fórmula de equivalencia entre masa y energía, cuando el cuerpo está en reposo obtenemos esta ecuación:

{\displaystyle E_{0}=mc^{2}\!}

Así, la energía total E puede particionarse entre las energías de las masas en reposo más la tradicional energía cinética newtoniana de baja velocidad. Cuando los objetos se mueven a velocidades mucho más bajas que la luz (ej. cualquier fenómeno en la tierra) los primeros dos términos de la serie predominan.
La relación entre energía cinética y momentum es más complicada en este caso y viene dada por la ecuación:

{\displaystyle E_{\mathrm {c} }={\sqrt {p^{2}c^{2}+m^{2}c^{4}}}-mc^{2}}

Esto también puede expandirse como una serie de Taylor, el primer término de esta simple expresión viene de la mecánica newtoniana. Lo que sugiere esto es que las fórmulas para la energía y el momento no son especiales ni axiomáticas pero algunos conceptos emergen de las ecuaciones de masa con energía y de los principios de la relatividad.

### Energía cinética de un sólido en rotación
A diferencia del caso clásico la energía cinética de rotación en mecánica relativista no puede ser representada simplemente por un tensor de inercia y una expresión cuadrática a partir de él en el que intervenga la velocidad angular. El caso simple de una esfera en rotación ilustra este punto; si suponemos una esfera de un material suficientemente rígido para que podamos despreciar las deformaciones por culpa de la rotación (y por tanto los cambios de densidad) y tal que su velocidad angular satisfaga la condición {\displaystyle \scriptstyle \omega R<c} se puede calcular la energía cinética {\displaystyle \scriptstyle E_{c}} a partir de la siguiente integral:

{\displaystyle E_{c}+m_{0}c^{2}=\int _{S}{\frac {c^{2}dm}{\sqrt {1-{\frac {v^{2}}{c^{2}}}}}}=2\pi \int _{r=0}^{r=R}\int _{\theta =0}^{\theta =\pi }{\frac {\rho c^{2}}{\sqrt {1-{\frac {r^{2}\omega ^{2}}{c^{2}}}}}}r^{2}\sin \theta drd\theta }

Integrando la expresión anterior se obtiene la expresión:

{\displaystyle E_{c}={\frac {3}{2}}m_{0}c^{2}\left({\frac {c}{R\omega }}\right)^{2}\left[1+{\frac {1}{2}}\left({\frac {R\omega }{c}}-{\frac {c}{R\omega }}\right)\ln \left({\frac {c+R\omega }{c-R\omega }}\right)\right]-m_{0}c^{2}}

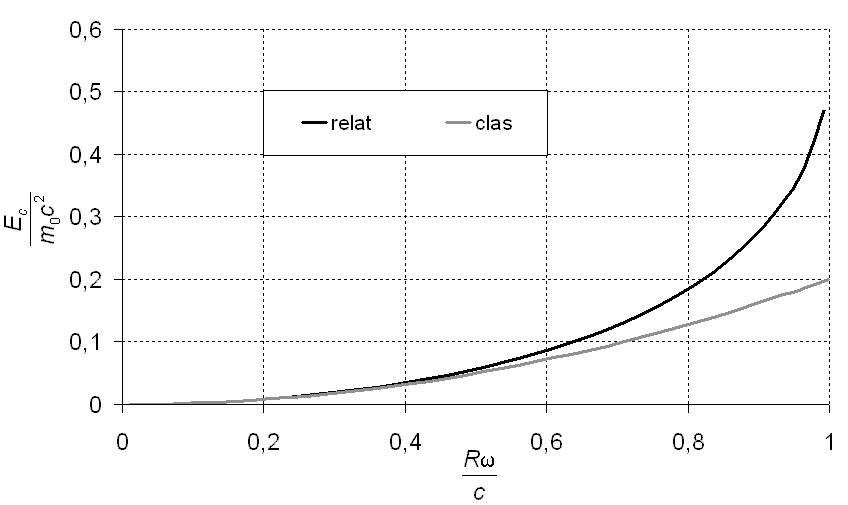
Comparación entre la expresión para la energía cinética de una esfera de acuerdo con la mecánica clásica y la mecánica relativista (aquí R es el radio, ω la velocidad angular y m_{0} la masa en reposo de la esfera.

Para una esfera en rotación los puntos sobre el eje no tienen velocidad de traslación mientras que los puntos más alejados del eje de giro tienen una velocidad {\displaystyle \scriptstyle \omega R}, a medida que esta velocidad se aproxima a la velocidad de la luz la energía cinética de la esfera tiende a crecer sin límite. Esto contrasta con la expresión clásica que se da a continuación:

{\displaystyle E_{c}={\frac {1}{2}}I\omega ^{2}={\frac {1}{2}}\left({\frac {2}{5}}m_{0}R^{2}\right)\omega ^{2}}

Paradójicamente, dentro de la teoría especial de la relatividad, el supuesto de que es posible construir un sistema rotar progresivamente más rápido una esfera sobre su eje, lleva a que los puntos más alejados del eje de giro alcancen la velocidad de la luz aplicando al cuerpo una cantidad finita de energía {\displaystyle (E_{c}=mR^{2}\omega ^{2}/2)}. Lo cual revela que el supuesto no puede ser correcto cuando algunos puntos de la periferia del sólido están moviéndose a velocidades cercanas a la de la luz.

## Energía cinética en mecánica cuántica
En la mecánica cuántica, el valor que se espera de energía cinética de un electrón, {\displaystyle \langle {\hat {T}}\rangle }, para un sistema de electrones describe una función de onda {\displaystyle \vert \psi \rangle } que es la suma de un electrón, el operador se espera que alcance el valor de:

{\displaystyle \langle {\hat {T}}\rangle =-{\frac {\hbar ^{2}}{2m_{e}}}{\bigg \langle }\psi {\bigg \vert }\sum _{i=1}^{N}\nabla _{i}^{2}{\bigg \vert }\psi {\bigg \rangle }}

donde {\displaystyle m_{e}} es la masa de un electrón y {\displaystyle \nabla _{i}^{2}} es el operador laplaciano que actúa en las coordenadas del electrón i-ésimo y la suma de todos los otros electrones. Note que es una versión cuantizada de una expresión no relativista de energía cinética en términos de momento:

{\displaystyle E_{\mathrm {c} }={\frac {p^{2}}{2m}}}

El formalismo de la funcional de densidad en mecánica cuántica requiere un conocimiento sobre la densidad electrónica, para esto formalmente no se requiere conocimientos de la función de onda.
Dado una densidad electrónica {\displaystyle \rho (\mathbf {r} )}, la funcional exacta de la energía cinética del n-ésimo electrón es incierta; sin embargo, en un caso específico de un sistema de un electrón, la energía cinética puede escribirse así:

{\displaystyle T[\rho ]={\frac {1}{8}}\int {\frac {\nabla \rho (\mathbf {r} )\cdot \nabla \rho (\mathbf {r} )}{\rho (\mathbf {r} )}}d^{3}r}

donde {\displaystyle T[\rho ]} es conocida como la funcional de la energía cinética de Von Weizsacker.

### Energía cinética de partículas en la mecánica cuántica
En la teoría cuántica una magnitud física como la energía cinética debe venir representada por un operador autoadjunto en un espacio de Hilbert adecuado. Ese operador puede construirse por un proceso de cuantización, el cual conduce para una partícula moviéndose por el espacio euclidiano tridimensional a una representación natural de ese operador sobre el espacio de Hilbert {\displaystyle L^{2}(\mathbb {R} )} dado por:

{\displaystyle {\hat {E}}_{\mathrm {c} }=-\hbar ^{2}\left({\frac {\partial ^{2}}{\partial x^{2}}}+{\frac {\partial ^{2}}{\partial y^{2}}}+{\frac {\partial ^{2}}{\partial z^{2}}}\right)}

que, sobre un dominio denso de dicho espacio formado clases de equivalencia representables por funciones C², define un operador autoadjunto con autovalores siempre positivos, lo cual hace que sean interpretables como valores físicamente medibles de la energía cinética.

### Energía cinética del sólido rígido en la mecánica cuántica
Un sólido rígido a pesar de estar formado por un número infinito de partículas, es un sistema mecánico con un número finito de grados de libertad lo cual hace que su equivalente cuántico pueda ser representado por sobre un espacio de Hilbert de dimensión infinita de tipo L² sobre un espacio de configuración de dimensión finita. En este caso el espacio de configuración de un sólido rígido es precisamente el grupo de Lie SO(3) y por lo cual se puede tanto el espacio de Hilbert pertinente y el operador energía cinética de rotación pueden representarse por:

{\displaystyle {\mathcal {H}}=L^{2}({\text{SO}}(3),\mu _{h})\qquad {\hat {E}}_{\mathrm {rot} }=\left({\frac {{\hat {L}}_{x}^{2}}{2I_{1}}}+{\frac {{\hat {L}}_{y}^{2}}{2I_{2}}}+{\frac {{\hat {L}}_{z}^{2}}{2I_{3}}}\right)}

donde {\displaystyle \mu _{h}} es la medida de Haar invariante de SO(3), {\displaystyle {\hat {L}}_{i}} son los operadores del momento angular en la representación adecuada y los escalares {\displaystyle I_{i}} son los momentos de inercia principales.

## Energía cinética y temperatura
A nivel microscópico la energía cinética promedio de las moléculas de un gas define su temperatura. De acuerdo con la ley de Maxwell-Boltzmann para un gas ideal clásico la relación entre la temperatura absoluta (T) de un gas y su energía cinética media es:

{\displaystyle T={\frac {2}{3\kappa _{B}}}\langle E_{k}\rangle ={\frac {m}{3\kappa _{B}}}\langle v^{2}\rangle }

donde {\displaystyle \kappa _{B}} es la constante de Boltzmann, {\displaystyle m\;} es la masa de cada una de las moléculas del gas.